# Alfried Krupp Wissenschaftskolleg Greifswald
Koordinaten: 54° 5′ 43″ N, 13° 22′ 43″ O
Das Alfried Krupp Wissenschaftskolleg Greifswald ist ein von der Stiftung Alfried Krupp Kolleg Greifswald getragenes Wissenschaftskolleg. Beide Institutionen sind nach Alfried Krupp von Bohlen und Halbach benannt.
Die Einrichtung ist in einem Neubau in der Altstadt in unmittelbarer Nähe zum Dom St. Nikolai und dem Alten Campus der Universität gelegen und wurde 2002 nach Plänen von Michael Gaenssler errichtet.

## Trägerschaft

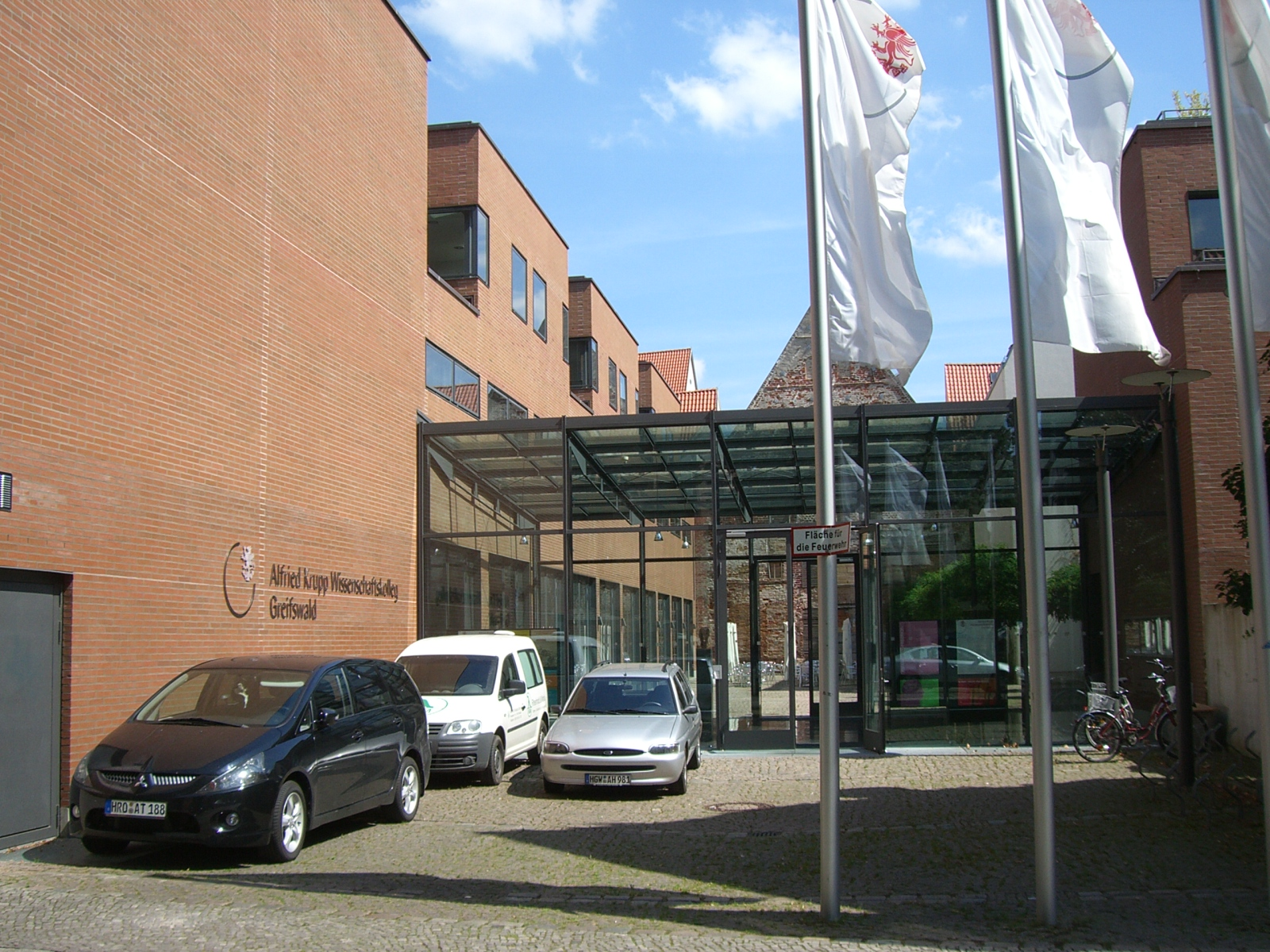
Haupteingang

Träger des Alfried Krupp Wissenschaftskollegs Greifswald ist die Stiftung Alfried Krupp Kolleg Greifswald. Diese wurde von der Universität Greifswald, dem Land Mecklenburg-Vorpommern und der  Alfried Krupp von Bohlen und Halbach-Stiftung am 20. Juni 2000 als Stiftung bürgerlichen Rechts gegründet. Laut Eigendarstellung der Stiftung war Berthold Beitz, der Kuratoriumsvorsitzende der Alfried Krupp von Bohlen und Halbach-Stiftung, der Initiator der Stiftung. Sie brachte „einen erheblichen Teil des Stiftungskapitals in Form von Grund und Boden sowie Gebäuden und deren Einrichtung“ ein, während das Finanzkapital zu gleichen Teilen vom Land Mecklenburg-Vorpommern und der Universität Greifswald eingebracht wurde. Alle drei Stifter versorgen die Stiftung jährlich mit nicht genannten Zuwendungen, die Universität übernimmt dabei die Personalmittel.

## Zweck

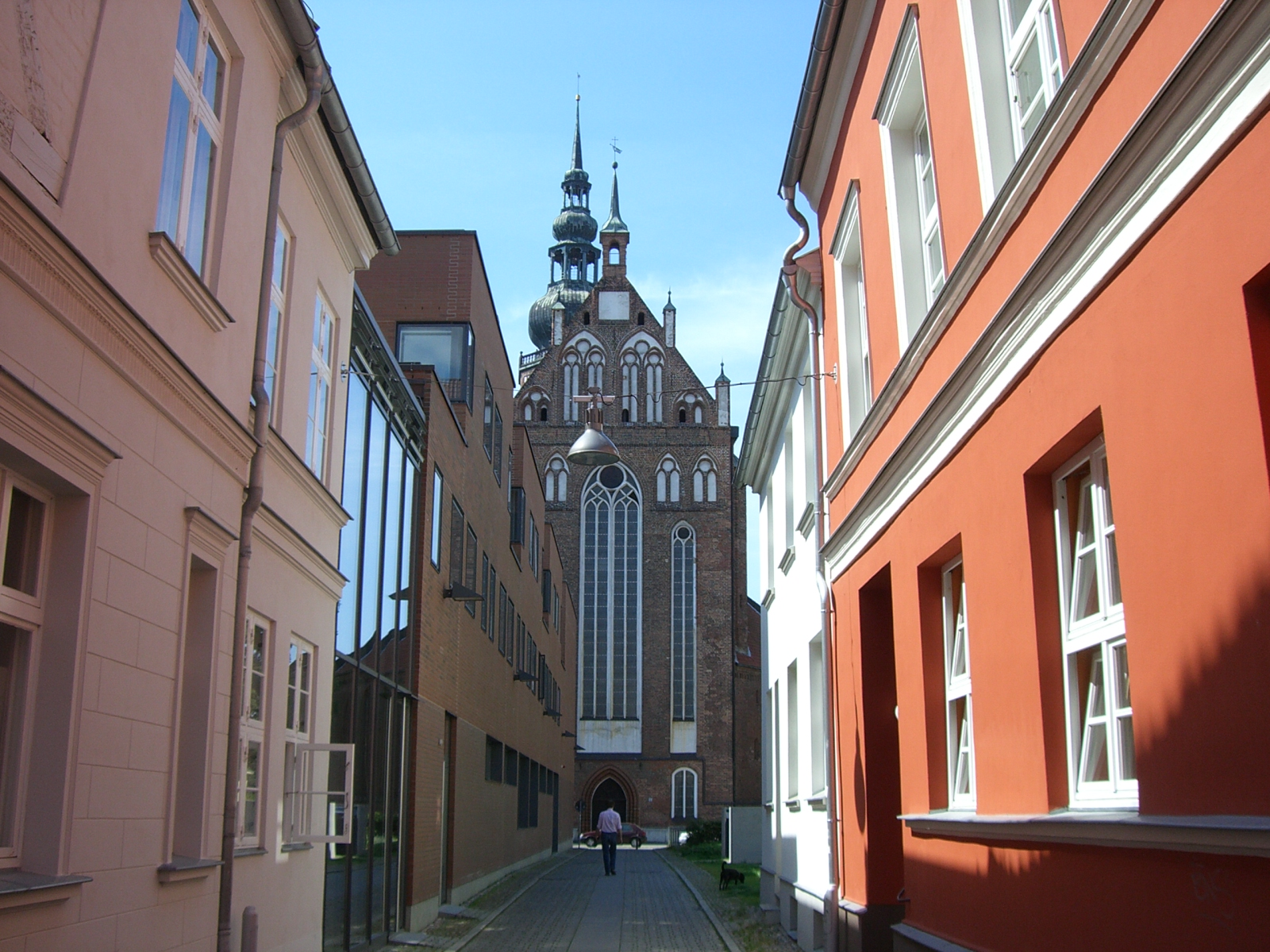
Alfried Krupp Wissenschaftskolleg, Greifswald

Sinn und Zweck des Kollegs ist die Förderung der Wissenschaft, insbesondere die Förderung der Forschungsschwerpunkte der Universität Greifswald, das Zusammenführen von Forschenden verschiedener Disziplinen zu gemeinsamer Arbeit an Schwerpunktthemen, die Förderung von fächerübergreifenden Forschungsvorhaben, die Pflege von internationalen Wissenschaftsbeziehungen mit dem Schwerpunkt Ostseeraum und die Unterstützung des wissenschaftlichen Nachwuchses. 
Dazu werden jährlich an Gastwissenschaftlerinnen und Gastwissenschaftler Stipendien („Alfried Krupp Fellowships“) vergeben, die neben einer finanziellen Förderung auch die Bereitstellung von Wohn- und Arbeitsräumen beinhalten.
Darüber hinaus finden neben international besetzten Konferenzen regelmäßig zahlreiche für die Allgemeinheit zugängliche Veranstaltungen mit namhaften Wissenschaftlern, wie Theodor Hänsch oder Paul Kirchhof statt.

## Leitung
Das Kuratorium der Stiftung Alfried Krupp Kolleg Greifswald besteht aus Ursula Gather, Gabriele Sadowski, der Ministerin für Bildung, Wissenschaft und Kultur des Landes Mecklenburg-Vorpommern (derzeit Bettina Martin) sowie der Rektorin der Universität Greifswald (derzeit Katharina Riedel).
Dem Beirat der Stiftung gehören Bettina Schöne-Seifert, Alexandra Spitz-Oener, Cornelia Zumbusch, Geert Keil, Konstanze Marx, Sabine Müller, Thomas Kaufmann, Thomas Gutmann, Wolfgang Hoffmann und Luise Schorn-Schütte an.
Den Vorstand leitet Thomas Klinger, der auch wissenschaftliches Mitglied des Max-Planck-Instituts für Plasmaphysik, Teilinstitut Greifswald, ist und Leiter des Bereichs "Stellarator-Dynamik und -Transport". 